# Projekt 23040
Projekt 23040 je třída záchranných lodí ruského námořnictva. Na stavbu 16 jednotek základního modelu navázala objednávka šesti hydrografických výzkumných lodí projektu 23040G.

## Stavba
Ruská loděnice ZNT v Boru postavila celkem 16 záchranných lodí projektu 23040, které byly do služby přijaty v letech 2013–2015. Později bylo objednáno také šest výzkumných lodí projektu 23040G, jejichž stavba probíhá odsrpna 2016 v Nižním Novgorodu. Do služby mají vstupovat po dvou jednotkách počínaje rokem 2017.

## Konstrukce

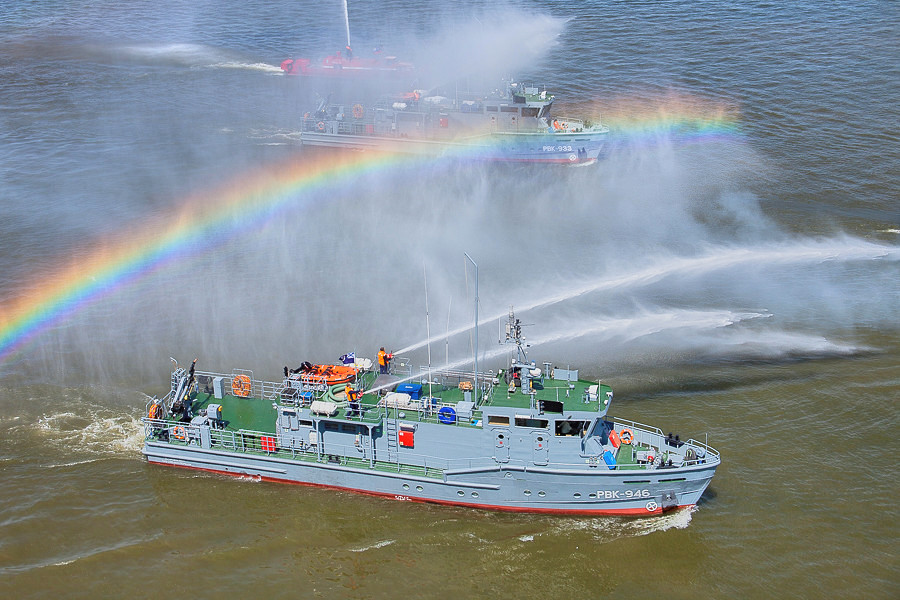
Záchranné lodě RVK-933 a RVK-946

### Projekt 23040
Plavidla mají ocelový trup. Jejich posádku tvoří tři námořníci a pět potápěčů. Nesou přetlakovou komoru a další vybavení pro potápění do hloubky až 60 metrů. K vyhledávání využívají i bezpilotní ponorný prostředek a vlečný sonar. Pohonný systém tvoří dva diesely o celkovém výkonu 1200 hp, pohánějící dva lodní šrouby s pevnými lopatkami. Manévrovací schopnosti zlepšuje příďové dokormidlovací zařízení. Plánovaná nejvyšší rychlost je 13,7 uzlu. Dosah je 200 námořních mil při rychlosti 10 uzlů.